# Кадышев, Шамиль Каюмович
Шами́ль Каю́мович Ка́дышев (18 мая 1928, Тургай, Джангельдинский район, Кустанайская область, Казахская ССР, СССР — 14 июля 2018, Йошкар-Ола, Марий Эл, Россия) — советский деятель оборонной промышленности, инженер, конструктор. Главный инженер Главного управления Минрадиопрома СССР, начальник ОКБ «Коралл» — главный конструктор Марийского машиностроительного завода (1954―1975). Лауреат Государственной премии СССР (1971). Заслуженный деятель науки и техники Марийской АССР (1966), кандидат технических наук. Член КПСС с 1959 года.

## Биография
Родился 18 мая 1928 года в с. Тургай Джангельдинского района Кустанайской области Казахской ССР. В 1950 году окончил Ленинградский институт авиационного приборостроения. В 1959 году вступил в КПСС.
Направлен на Марийский машиностроительный завод в Йошкар-Олу, где проработал до 1975 года. В эти годы был ведущим конструктором, старшим инженером, заместителем главного конструктора, в 1954—1975 годах руководил ОКБ «Коралл», то есть фактически был главным конструктором Марийского машиностроительного завода. В 1975 году перешёл на должность главного инженера Главного управления Минрадиопрома СССР.
Кандидат технических наук. Имел ряд собственных и совместных авторских патентов на разработки. С его именем связаны создание и серийный выпуск многих лучших изделий оборонной техники, системы С-300В и её модификаций.
За вклад в развитие промышленности награждён орденами «Знак Почёта», Трудового Красного Знамени, Октябрьской Революции. В 1966 году ему присвоено почётное звание «Заслуженный деятель науки и техники Марийской АССР». В 1971 году он стал лауреатом Государственной премии СССР.
Скончался 14 июля 2018 года в Йошкар-Оле.

## Звания и награды
- Государственная премия СССР (1971)[1]
- Орден Октябрьской Революции (1971)[1]
- Орден Трудового Красного Знамени (1968)[1]
- Орден «Знак Почёта» (1962)[1]
- Юбилейная медаль «За доблестный труд. В ознаменование 100-летия со дня рождения Владимира Ильича Ленина»
- Заслуженный деятель науки и техники Марийской АССР (1966)[1]